# Žana Novaković
Žana Novaković (Sarajevo, 24 juni 1985) is een Bosnische alpineskiester. Ze nam tweemaal deel aan de Olympische Winterspelen, maar behaalde geen medaille.

## Carrière
Novaković maakte haar wereldbekerdebuut in januari 2008 tijdens de reuzenslalom in Maribor. Ze behaalde nog nooit punten in een wereldbekermanche.
In 2010 nam Novaković een eerste maal deel aan de Olympische Winterspelen 2010. Ze eindigde op een 40e plaats op de slalom en 41e op de reuzenslalom. Novaković was vlaggendrager voor haar land tijdens de openingsceremonie. Op de Olympische Winterspelen 2014 eindigde Novaković 26e op de slalom en 37e op de reuzenslalom.

## Resultaten

### Titels
- Bosnisch kampioene slalom - 2008, 2011, 2013
- Bosnisch kampioene reuzenslalom – 2002, 2006, 2008, 2011, 2012, 2013

### Olympische Spelen
| Jaar | Plaats    | Resultaten                  |
| ---- | --------- | --------------------------- |
| 2010 | Vancouver | 40e Slalom 41e Reuzenslalom |
| 2014 | Vancouver | 26e Slalom 37e Reuzenslalom |

### Wereldkampioenschappen
| Jaar | Plaats                 | Resultaten                    |
| ---- | ---------------------- | ----------------------------- |
| 2005 | Bormio                 | 28e Slalom                    |
| 2007 | Åre                    | 39e Slalom DNF2 Reuzenslalom  |
| 2009 | Val d'Isère            | DNF1 Slalom DSQ1 Reuzenslalom |
| 2011 | Garmisch-Partenkirchen | 42e Reuzenslalom DNF1 Slalom  |
| 2013 | Schladming             | 44e Reuzenslalom DNF1 Slalom  |
| 2015 | Vail/Beaver Creek      | 53e Reuzenslalom DNF1 Slalom  |
| 2017 | Sankt Moritz           | 53e Reuzenslalom DNF2 Slalom  |